# Кхакарам

Малаяли акшарамал

Кхакарам (ഖകാരം) — кха, 15-я (2-я согласная) буква слогового алфавита малаялам, обозначает придыхательный глухой велярный взрывной согласный, ка (ക) с придыханием). Акшара-санкхья — 2 (два). Символ юникода — U+0D16. Омоглиф — тамильская буква вакарамэй (வ). Кроме того, грамматика малаямского языка предостерегает от смешивания букв வ, വ и പ.